# 張韡騰
張韡騰（英語：Vincent Cheung，1970年10月24日—），本名張漢斌，香港無綫電視基本藝人合約演員。1993年加入第六期藝員進修班而入行，之後拍過很多電視劇，資深綠葉演員。
2017年4月，張韡騰在《心理追兇 Mind Hunter》飾演水爺戲份不算突出，不過引起部份觀眾留意。

## 演出作品

### 電視劇（無綫電視）
1992年
- 壹號皇庭
- 龍影俠
- 九反威龍

1994年
- 射鵰英雄傳
- 壹號皇庭III
- 親恩情未了
- 烈火狂奔
- 新父子時代

1995年
- 金牙大狀（貳）
- 包青天
- O記實錄
- 神鵰俠侶
- 刀馬旦 (無綫電視劇)
- 新同居關係 (電視劇)
- 前世冤家

1996年
- 地獄天使
- 廉政行動組
- 河東獅吼
- 天降財神
- 笑傲江湖
- 廉政行動1996
- O記實錄II
- 天地男兒
- 西遊記
- 天地男兒

1997年
- 苗翠花
- 英雄貴姓
- 隱形怪傑
- 西遊記(貳) 飾 猴
- 美味天王 飾 執行製作
- 天龍八部
- 樂壇插班生
- 狀王宋世傑
- 醉打金枝
- 圓月彎刀
- 迷離檔案

1998年
- 花木蘭
- 乾隆大帝
- 鹿鼎記 飾 陸高軒
- 外父唔怕做
- 廉政行動1998
- 大刺客
- 寵物情緣
- 天地豪情
- 烈火雄心

1999年
- 十三密殺令
- 夢想成真
- 雙面伊人
- 洗冤錄 飾 掌櫃(第13集)
- 布袋和尚 飾 賣梨囚犯、理髮師
- 人龍傳說 飾 梁副將(第17集)
- 創世紀
- 鑑證實錄II
- 茶是故鄉濃
- 反黑先鋒
- 騙中傳奇
- 狀王宋世傑（貳）
- 千里姻緣兜錯圈

2000年
- 碧血劍 飾 焦公禮
- 十月初五的月光
- 楊貴妃
- 生命有TAKE2
- 娛樂反斗星

2001至2002年
- 皆大歡喜 (古裝) 飾 考生、程波、客人、路人、村民、客棧掌櫃、燒餅老闆、涼果小販、賣飽小販、試題小販、小販、生果佬、按摩檔檔主、夥計、豆皮佬、花客、客人、賣魚佬、將軍

2001年
- 美味情緣 飾 司機 (第23集)
- 皆大歡喜 (古裝電視劇) 飾 考生、程波、客人
- 尋秦記 飾 店主(第7-8集)
- 錦繡良緣
- 婚前昏後
- 封神榜
- 勇探實錄
- 酒是故鄉醇

2002年
- 無頭東宮 飾 阿喜
- 烈火雄心II 飾 地盤管工(第3-4集), 卡拉OK經理(第19集)
- 戇夫成龍 飾 店 主(第4集)
- 蕭十一郎 飾 兵　頭
- 彩色世界

2003至2004年
- 皆大歡喜 (時裝) 飾 西裝人客、男子、咸濕佬、小販、食客、廚師、茶客、魚腩容、律師、護衛、酒樓經理

2003年
- 天降橫財心驚驚
- 洗冤錄II 飾 阿鈞(第2-4,9,11集)
- 美麗在望 飾 片中男主角
- 衛斯理 飾 山久廿七手下
- 衝上雲霄 飾 BOXER（安全教練）(第17-18集)
- 十萬噸情緣
- 繾綣仙凡間
- 九五至尊
- 花樣中年
- 西關大少
- 戀愛自由式

2004年
- 歷劫驚濤
- 怪俠一枝梅 飾 球賽球證
- 烽火奇遇結良緣 飾 侍衛
- 無名天使3D 飾 孫志剛
- 金枝慾孽 飾 小靈子
- 水滸無間道
- 青出於藍
- 爭分奪秒
- 楚漢驕雄
- 下一站彩虹
- 廉政行動2004

2005年
- 我師傅係黃飛鴻 飾 李公子（茶客）、寶生堂弟子、武館館主
- 甜孫爺爺 飾 教師
- 情迷黑森林 飾 考生
- 阿旺新傳 飾 街坊
- 心花放 飾 玩具店老闆
- 御用閒人 飾 李輝
- 老婆大人 飾 急診室醫生
- 開心賓館 飾 阿釗（茶餐廳伙計)
- 妙手仁心III 飾 Ivan
- 隨時候命 飾 羅志超
- 識法代言人 飾 巴士色狼
- 肝膽崑崙 飾 阿標
- 學警雄心 飾
- 我的野蠻奶奶
- 西廂奇緣

2006年
- 謎情家族 飾 司徒柏年（年青）
- 施公奇案 飾 茶寮老闆（第14集）
- 鐵血保鏢 飾 家丁
- 女人唔易做 飾 溫先生
- 火舞黃沙 飾 宋世文
- 男人之苦 飾 教師
- 刑事情報科 飾 丁嘉年（阿年）
- 鳳凰四重奏 飾 廚　師
- 滙通天下 飾 周見德（平遙生櫃）
- 肥田囍事 飾 郭寶樂男友
- 東方之珠 飾 邱老闆
- 賭場風雲 飾 賭客
- 追魂交易
- 飛短留長父子兵

2007年
- 突圍行動 飾 全Sir
- 十兄弟 飾 村民
- 迎妻接福 飾 招財
- 同事三分親 飾 Richard（第182集）
- 寫意人生 飾 Matt（全英偉下屬）
- 天機算 飾 曹州村民
- 學警出更 飾 CID
- 歲月風雲 飾 榮秀風律師
- 舞動全城 飾 朱志堅
- 通天幹探 飾 放火者
- 兩妻時代 飾 羅律師
- 律政新人王II 飾 商場經理
- 師奶兵團

2008年
- 野蠻奶奶大戰戈師奶 飾 巴士司機
- 和味濃情 飾 醫生
- 搜神傳 飾 鬼差
- 少年四大名捕 飾 秦豹（豹子帮帮主）
- 畢打自己人 飾 好運仔
- 珠光寶氣 飾 耀森
- Click入黃金屋
- 東山飄雨西關晴
- 甜言蜜語

2009年
- 學警狙擊 飾 陳炳
- 幕後大老爺
- 碧血鹽梟
- 老婆大人II
- 烈火雄心3
- 宮心計
- 老友狗狗
- 桌球天王
- 美麗高解像
- 古靈精探B
- 王老虎搶親
- 巾幗梟雄
- ID精英

2010年
- 女人最痛
- 飛女正傳
- 刑警
- 讀心神探
- 巾幗梟雄之義海豪情
- 居家兵團
- 情越雙白線
- 女王辦公室
- 鐵馬尋橋
- 掌上明珠
- 依家有喜
- 摘星之旅
- 蒲松齡
- 秋香怒點唐伯虎
- 囧探查過界
- 公主嫁到
- 談情說案
- 誘情轉駁
- 天天天晴

2011年
- 九江十二坊
- 洪武三十二
- 花花世界花家姐
- 女拳
- 誰家灶頭無煙火
- 紫禁驚雷
- 隔離七日情
- 我的如意狼君
- 七號差館
- 潛行狙擊
- 仁心解碼
- 萬凰之王
- 怒火街頭
- 結·分@謊情式
- 點解阿Sir係阿Sir
- 蓋世孖寶

2012年
- 愛·回家
- 怒火街頭2
- 4 In Love
- 盛世仁傑
- 當旺爸爸
- 回到三國
- 天梯
- 拳王
- 造王者
- 飛虎
- 耀舞長安
- 大太監

2013年
- 上海傳奇
- 千謊百計
- 仁心解碼II
- 舌劍上的公堂
- 心路GPS
- 初五啟市錄

2014年
- 廉政行動2014
- 名門暗戰
- 宦海奇官
- 單戀雙城
- 食為奴
- 忠奸人
- 載得有情人
- 大藥坊
- 老表，你好hea！ 飾 夏枯草

2015年
- 師奶MADAM
- 無雙譜
- 梟雄
- 東坡家事
- 張保仔
- 殭
- 實習天使
- 收規華
- 刀下留人

2016年
- 潮流教主
- 城寨英雄 飾 郵差信
- 超能老豆
- 公公出宮
- 致命復活
- 幕後玩家
- 愛·回家之八時入席
- 完美叛侶
- 純熟意外

2017年至今
- 愛·回家之開心速遞 飾 牛大力

2017年
- 味想天開
- 與諜同謀
- 全職沒女
- 迷
- 賭城群英會 飾 地產經紀
- 踩過界 飾 警員
- 心理追兇 Mind Hunter 飾 水爺
- 同盟 飾 Marco
- 使徒行者2 飾 袁植球（警务处助理处长）
- 誇世代

2018年
- 平安谷之詭谷傳說
- 三個女人一個「因」
- 翻生武林 飾 沙林
- 棟仁的時光 飾 發
- 天命 飾 說書人
- 是咁的，法官閣下 飾 管理員
- 大帥哥 飾 劉勇

2019年
- 福爾摩師奶 飾 何有力
- 鐵探 飾 張醫生
- 十二傳說 飾 李恆儉
- 她她她的少女時代 飾 Diamond進石
- 牛下女高音 飾 阿健
- 解決師 飾 醫生
- 堅離地愛堅離地 飾 銷售員
- 丫鬟大聯盟 飾 吳舉人

2020年
- 黃金有罪 飾 斌
- 大醬園 飾 花超群
- 機場特警 飾 神經漢
- 十八年後的終極告白 飾 榮
- 迷網 飾 街坊
- 反黑路人甲 飾 陳啟光
- 踩過界II 飾 許國忠

2021年
- 失憶24小時 飾 金水
- 愛美麗狂想曲 飾 鬍鬚仔
- 伙記辦大事 飾 阿超
- 一笑渡凡間 飾 孫叔
- 七公主 飾 朱大狀
- 星空下的仁醫 飾 評審會委員
- 拳王 飾 張有富

2022年
- 鐵拳英雄 飾 和勝聯頭目
- 雙生陌生人 飾 蔡毅勇
- 回歸光影頌: 究竟天有幾高 飾 科研組員
- 回歸光影頌: 母親的乒乓球 飾 敏父
- 回歸光影頌: 神奇的燈泡 飾 司機
- 回歸光影頌: 曙光 飾 周一鼎
- 回歸 飾 周一鼎
- 白色強人II 飾 張強
- 痞子殿下 飾 燒餅哥
- 美麗戰場 飾 監製
- 法證先鋒V 飾 張細祥
- 輕·功 飾 商場經理

2023年
- 黃金萬両 飾 老闆
- 隱形戰隊 飾 警察高層
- 法言人 飾 莊柏民
- 隱門 飾 永
- 靈戲逼人 飾 張家球
- 寵愛Pet Pet 飾 方
- 破毒強人 飾 鄭志明（明哥）

2024年
- 神耆小子 飾

2025年
- 痞子無間道 飾 古哥
- 奪命提示 飾 警司、金主
- 麻雀樂團 飾 呂志榮

### 電視節目（無綫電視）
- 今日VIP

### 電視電影（無綫電視）
- 2003年：妒火線 飾 楊經天手下
- 2003年：熱血狙擊 飾 國際刑警
- 2003年：歷劫驚濤 飾 Mike同事

## 外部連結
- 張韡騰Vincent Cheung - TVB藝人資料- tvb.com （页面存档备份，存于）